# Slaviskserbiska
Slaviskserbiska (Славяносербскій; tr: Slavjanoserbskij; modern serbisk kyrilliska: Славеносрпски; latinska: Slavenosrpski) var ett litterärt språk som användes av serber i det Habsburgska riket mellan den andra halvan av 1700-talet och mitten av 1800-talet.
Slaviskserbiskan ska inte förväxlas med serbslaviskan.

## Språket
Slaviskserbiskan var en blandning av ryskans utgåva av kyrkslaviskan, serbiskans utgåva av kyrkslaviskan och den Štokaviska dialekten.

## Historik
Det första verket som släpptes på slaviskserbiska var "Slaviskserbiska magasinet" av Zahario Orfelin från år 1768. Där betonade han vikten av språket och att det skulle ersätta latinska bokstäver.